# La Coma i la Pedra
La Coma i la Pedra (spanisch Pedra y Coma) ist eine spanische Gemeinde (municipio) der Provinz Lleida im Innern der autonomen Region Katalonien. La Coma i la Pedra hat 282 Einwohner (Stand: 2024). Die Gemeinde besteht neben La Coma aus den Ortschaften La Pedra und El Port del Comte.

## Lage
La Coma i la Pedra liegt etwa 90 Kilometer nordöstlich von Lleida und etwa 100 Kilometer nordnordwestlich von Barcelona in den Pyrenäen in einer Höhe von ca. 1005 m. 

## Bevölkerungsentwicklung
| Jahr        | 1900 | 1950 | 1970 | 1981 | 1991 | 2001 | 2011 | 2021 |
| ----------- | ---- | ---- | ---- | ---- | ---- | ---- | ---- | ---- |
| Einwohner   | 487  | 437  | 427  | 208  | 251  | 246  | 275  | 277  |
| Quelle: INE |      |      |      |      |      |      |      |      |

## Sehenswertes
- Burg von La Pedra
- Ruine der Andreaskirche
- Serniuskirche von La Pedra

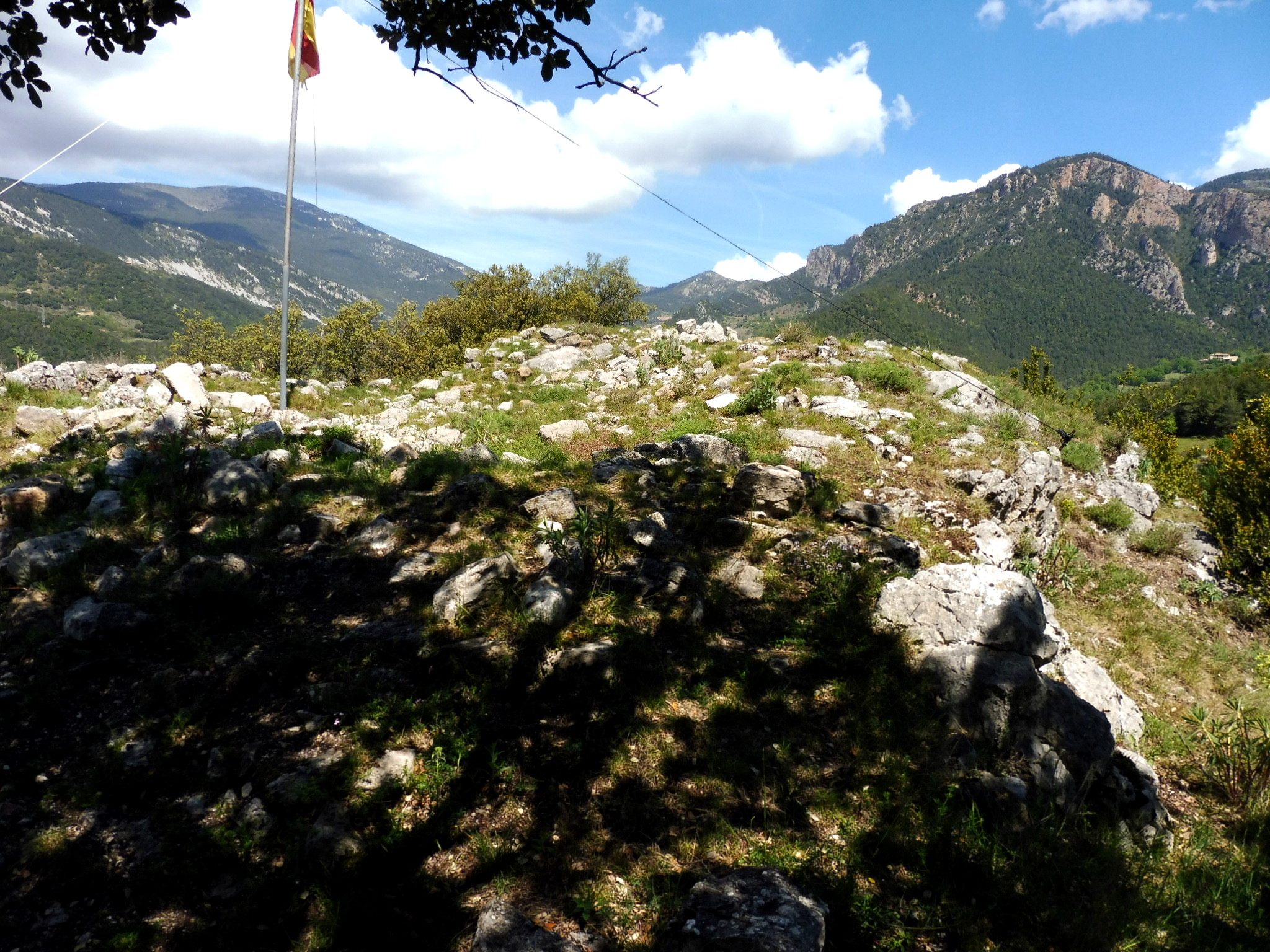
Burgruine von La Pedra
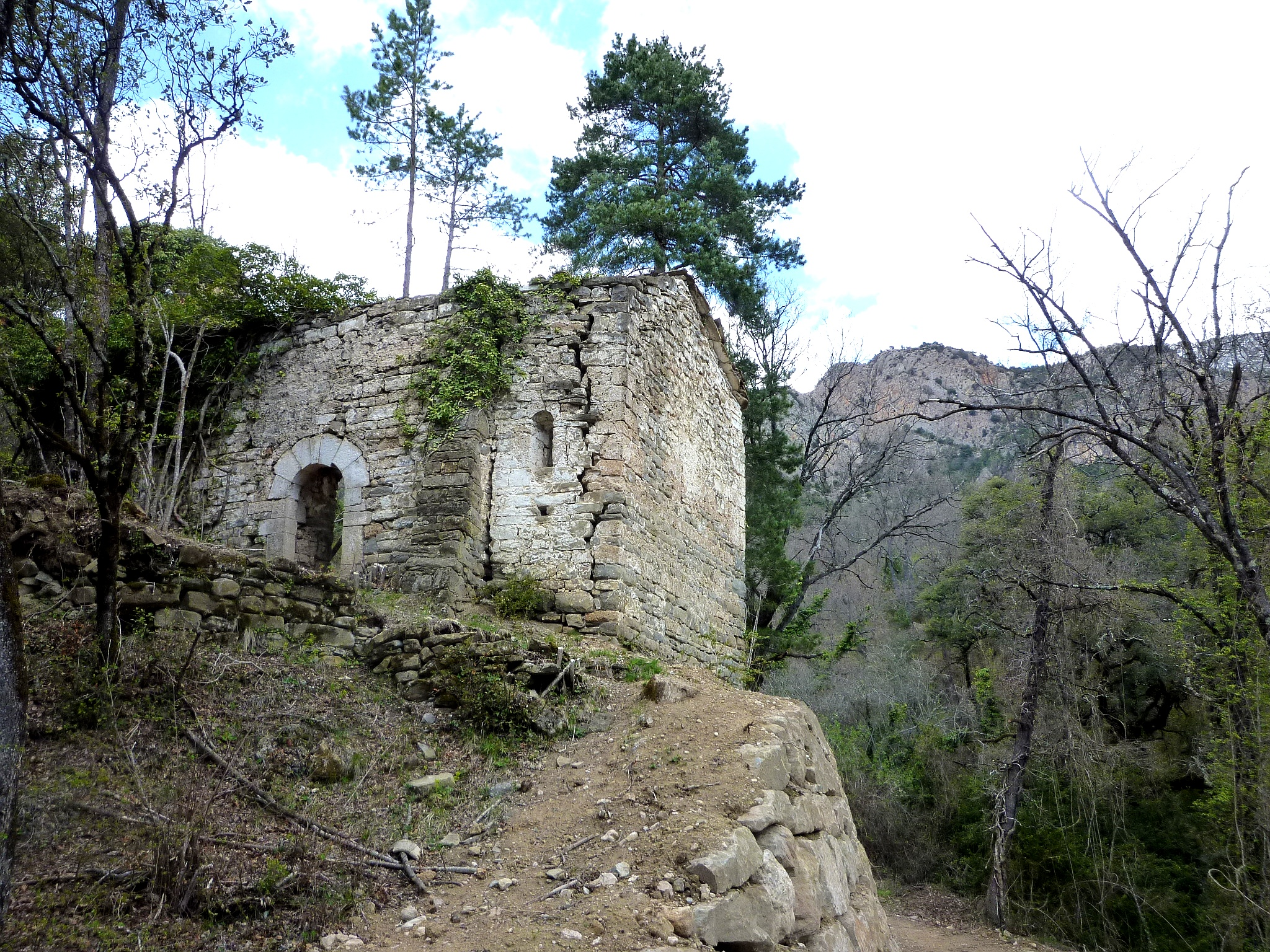
Ruine der Andreaskirche
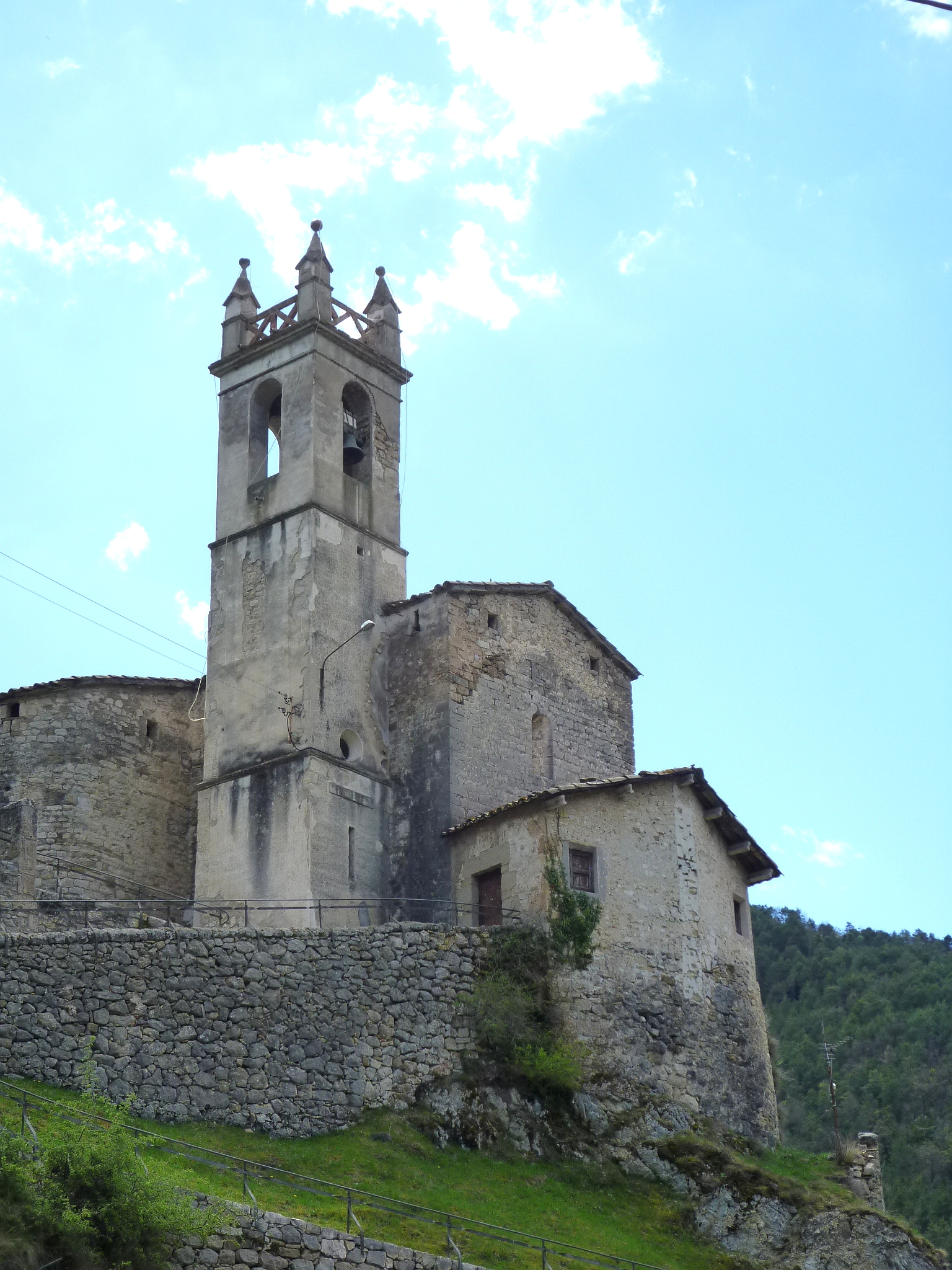
Serniuskirche